# Эстрада, Хосе Долорес
Хосе Долорес Эстрада Моралес (2 мая 1869, Вилла Эль Кармен, департамент Манагуа — 6 апреля 1939, Нью-Йорк, США) — никарагуанский военный, государственный и политический деятель. Президент Никарагуа (20 августа — 27 августа 1910). Президент верхней палаты Национального конгресса Никарагуа (1935 и 1939). Полковник Никарагуанской армии. Мэр Манагуа (1901—1903).

## Биография
Родился в семье ремесленника-сторонника либеральной идеологии, в которой родились четыре будущих военачальника, полковник и три генерала, которые стали выдающимися деятелями в истории Никарагуа: Хуан Хосе Эстрада Моралес, Аурелио, Иринео и он. Два его брата были мэрами Манагуа : Иринео — в 1899 году, Аурелио — в 1903 году. Генерал Хуан Хосе Эстрада Моралес стал Президентом Никарагуа (1910—1911).
Член Консервативной партии Никарагуа. Участвовал в поддержанном Соединенными Штатами вооруженном контрреволюционном восстании против либерального правительства Хосе́ Са́нтоса Села́я Ло́песа, ушедшего в отставку 21 декабря 1909 г. В августе 1910 года после восьми месяцев кровопролитной борьбы либеральное правительство Хосе Мадриса Родригеса оказался в изоляции, без ресурсов и непризнанное многими правительствами стран Центральной Америки и Соединенными Штатами ушло в отставку 19 августа 1910 года.
После смены нестабильного либерального правительства Хосе Мадриса Родригеса, на 7 дней стал и. о. президента Никарагуа.
Дважды с 1935 по 1939 год был президентом верхней палаты Национальной ассамблеи Никарагуа.
Умер во время поездки в Нью-Йорк в 1939 году.